# Tony Comiti Productions
Pour les articles homonymes, voir Comiti.
Productions Tony Productions ou Tony Comiti Productions est une société de production française indépendante, créée en 1993 par Antoine Comiti  (dit Tony)
Elle produit des documentaires, enquêtes et reportages pour les grandes chaînes françaises et étrangères. Tony Comiti Productions est l’un des principaux producteurs de reportages et documentaires pour les chaînes de télévision françaises, mais également étrangères. C’est une des deux principales agences de presse télévisuelle en France avec Capa.

## Présentation
Tony Comiti Productions est une agence de presse et société de production, fournissant des documentaires, reportages et enquêtes aux grandes chaînes télévisées françaises ou étrangères.
L'agence Tony Comiti Productions compte une quarantaine de collaborateurs, dont cinq rédacteurs en chef, et dispose d'un catalogue conséquent de plus de 1 000 films, et fournit des magazines comme Zone interdite et Envoyé spécial.

## Historique
L'agence a été fondée par Tony Comiti, sur le modèle des agences photos.
Tony Comiti, né en 1950, est à l'origine photographe indépendant et reporter, spécialisé dans les grands conflits et événements internationaux. Il est notamment connu pour ses photos de Jacques Mesrine en prison, en 1978. Après un passage à TF1 en tant que grand reporter-cameraman, de 1976 à 1993, il redevient indépendant en créant son agence de presse et de production télévisée.
En 2001, la société Kalisté Productions est créée au sein de Tony Comiti Productions pour produire des émissions de flux, des grands projets comme les docu-reconstitutions ou des programmes pour les entreprises et les institutions. Tony Comiti Productions réalise des interviews inédites comme celle de Pablo Escobar qualifiée d'« hallucinante » par L'Express.
Depuis 2010, en réponse au développement du web et en partenariat avec la société Capital Vision, Tony Comiti choisit de faire numériser et conserver ses documentaires et reportages sur une plate-forme web hébergée Tony Comiti Médias. À ce jour, plus de 1.500 reportages ont été mis en ligne et ont donné lieu à la création de plus de 11.000 séquences.

## Principaux reportages
En 2000, Tony Comiti Productions produit un documentaire de 70 minutes intitulé Vache folle : la grande peur pour une soirée spéciale sur M6, en novembre 2000. Une succession de reportages se fait l’écho du calvaire d’un adolescent français qui serait le troisième cas supposé du variant de la maladie de Creutzfeldt-Jacob, mais surtout des nombreuses failles et irrégularités relevées autour du scandale de la Vache folle,. Cette émission fait alors grand bruit, et provoqua le surlendemain, l’intervention télévisée du président de la république, Jacques Chirac, demandant au gouvernement socialiste l’interdiction des farines animales. Ce documentaire de Jean-Baptiste Gallot sera récompensé par le Prix du Public au Festival du Scoop d’Angers.
Durant l’été 2001, des journalistes de Tony Comiti Productions réalisent un reportage sur le régime des Talibans, à Kaboul. Des images d’exécutions publiques organisées par les Talibans dans le stade Ghazi sont recueillies à cette occasion. Ce reportage, intitulé Kaboul, cité interdite (Talibans : Terreur en Afghanistan), est finalement diffusé après le 11 septembre 2001 à la télévision, face à l’intérêt grandissant des médias et du public pour le régime des Talibans. Les images de ce reportage seront vendues à de nombreux médias étrangers également.
À partir de 2007, la série documentaire Les Routes de l'impossible produite par Tony Comiti Productions est diffusée sur France 5.
En 2011, à travers la série « La grande traque » produite par Tony Comiti Productions, un documentaire sur le génocide du Rwanda est réalisé par Manolo d’Arthuys et diffusé en 2011 sur France 2 – sous le titre Génocide du Rwanda, des tueurs parmi nous ?
Ce documentaire se place au centre d’une controverse judiciaire : trois personnalités rwandaises, Agathe Habyarimana, veuve de l’ex-président rwandais assassiné en 1994, Charles Twagira et Marcel Bivugabagabo, invoquant la présomption d’innocence et interrogé dans ce film avaient demandé au tribunal de Paris via une procédure de référé de pouvoir le visionner avant sa programmation. Le tribunal de Paris rejette finalement cette demande et le documentaire est bien diffusé,.
En 2013, un documentaire intitulé Affaire Merah : itinéraire d’un tueur produit par Tony Comiti Productions, devant être diffusé sur France 3, est attaqué par les familles des victimes de Mohamed Merah et leurs avocats, qui s’opposent à sa diffusion. Tony Comiti prend la publiquement la parole pour défendre ce documentaire. Finalement, France 3 annonce le maintien de la programmation dans un communiqué officiel et ce documentaire est diffusé le 6 mars 2013, en prime time.
En 2013, pour l'émission Zone interdite, Tony Comiti Productions réalise un documentaire avec des migrants clandestins à Lampedusa. Deux reporters ont suivi le périple de trois camerounais, qui ont « le sentiment d'avoir été floués » alors que les journalistes estiment n'avoir fait que leur métier.
En juin 2014, un documentaire inédit réalisé par Jean-Charles Doria et intitulé Qui veut la peau de Bernard Tapie ? retrace le parcours de l’homme d’affaires dont la vie semble basculer lorsqu’il fait son entrée en politique,.

## Clients
En tant que société de production indépendante, Tony Comiti Productions fournit de nombreuses chaînes télévisées françaises : TF1, M6, France 2, France 3, France 4, France 5, Arte, Canal+, W9, Planète+ ou encore TMC.
Les documentaires et les reportages réalisés par Tony Comiti Productions sont ainsi régulièrement diffusés dans des magazines et émissions à grande audience comme Zone Interdite (M6), Envoyé Spécial (France 2), Reportages (TF1), Enquête Exclusive (M6) ou encore 66 minutes (M6).

## Distinctions
Certains programmes de l'agence Tony Comiti Productions se sont vus récompensés, avec par exemple: 
- le Premier Prix du Festival International du Scoop en 1998 pour Cadillac, la folie derrière les murs (1998),
-  le Grand Prix du Festival International du Grand Reportage et d’Actualité en 1999 pour Bolivie, les mineurs du diable, 
-le Prix du Reportage d’Investigation avec Chili, bourreaux en liberté, 
- une nomination aux Emmy Awards pour Chili, mon voisin est un tortionnaire et pour Gérard Depardieu : Grandeur Nature (2016). 
- le Laurier d'Or de l'Audiovisuel 2022 (catégorie Grand Reportage) pour "Liban, au coeur du chaos", réalisé par Alfred de Montesquiou pour France5.